# Alchornea fluviatilis
Alchornea fluviatilis är en törelväxtart som beskrevs av Ricardo de Sousa Secco. Alchornea fluviatilis ingår i släktet Alchornea och familjen törelväxter. Inga underarter finns listade i Catalogue of Life.